# Voorsterbeek (Noordoostpolder)

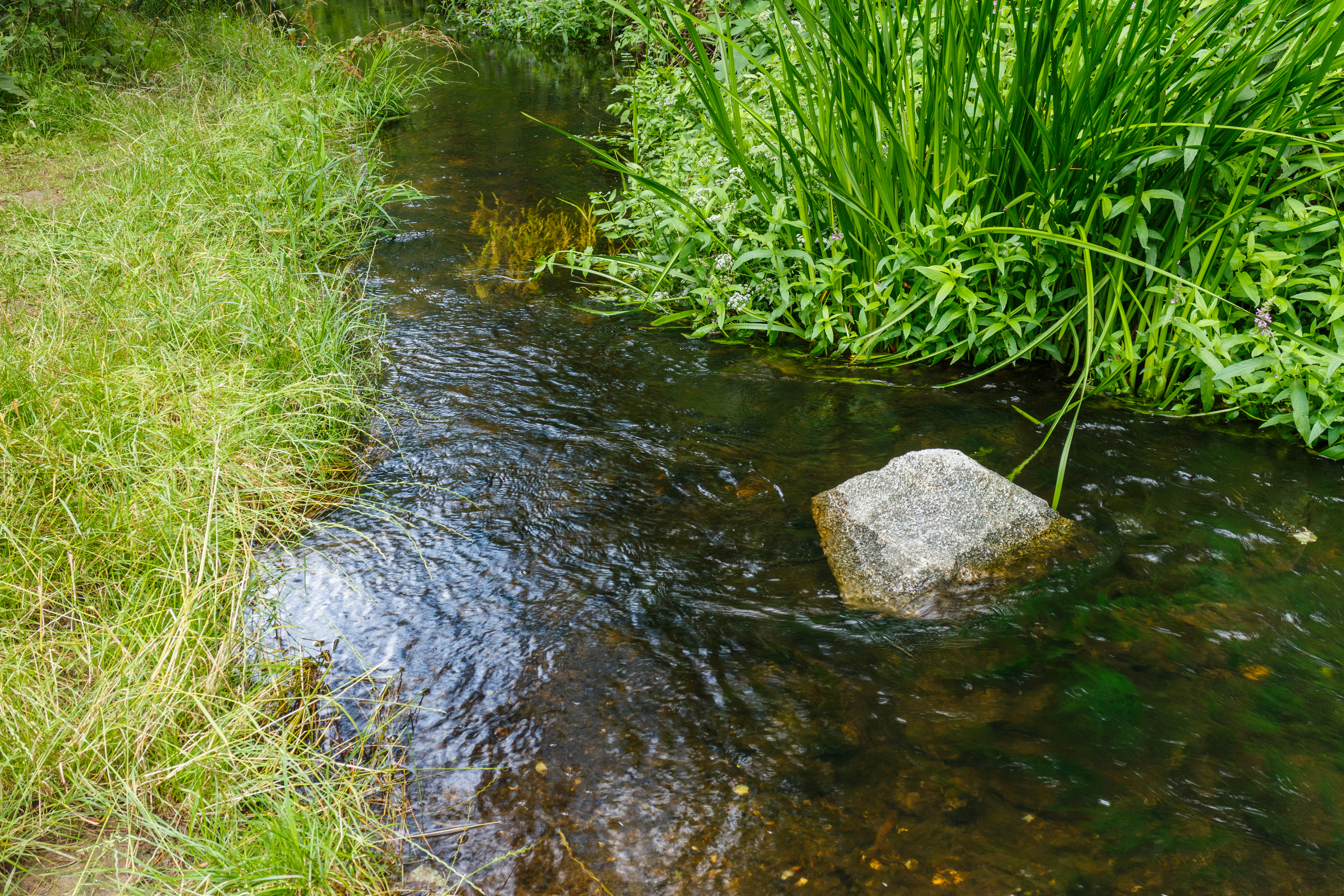
Bron van de Voorsterbeek in het Waterloopbos

De Voorsterbeek is een aangelegde kronkelende beek in het Voorsterbos en Wendelbos in de Noordoostpolder. De beek ontspringt in het Waterloopbos en mondt uit in de Zwolse Vaart.